# فأر جيبي مخادع
فأر جيبي مخادع (الاسم العلمي: Chaetodipus fallax) هو نوع من الحيوانات يتبع جنس فأر جيبي خشن من فصيلة الغوفرية.